# Dubravica Desinićka
Dubravica Desinićka falu Horvátországban Krapina-Zagorje megyében. Közigazgatásilag Desinićhez tartozik.

## Fekvése
Krapinától 14 km-re nyugatra, községközpontjától 2 km-re északkeletre a Horvát Zagorje északnyugati részén fekszik.

## Története
A településnek 1857-ben 84, 1910-ben 129 lakosa volt. Trianonig Varasd vármegye pregradai járásához tartozott. A településnek 2001-ben 38 lakosa volt.

## Külső hivatkozások
Desinić község hivatalos oldala